# Ildikó Pécsi
Ildikó Pécsi (Polgár, Hungría, 21 de mayo de 1940-Gödöllő, 5 de diciembre de 2020) fue una actriz húngara de cine, teatro y televisión, reconocida por haber aparecido en más de cien producciones cinematográficas desde 1961. Entre sus películas destacadas se incluyen The Man of Gold (1962), Tales of a Long Journey (1963), The Fifth Seal (1976) y Just Like Home (1978). En 2015 registró una de sus últimas apariciones en la televisión húngara en el seriado Ketten Párizs ellen, donde interpretó el papel de Berta.
Pécsi falleció el 5 de diciembre de 2020 a los ochenta años en la ciudad de Gödöllő.

## Filmografía destacada

### Cine
| Año  | Título                  |
| ---- | ----------------------- |
| 1962 | The Man of Gold         |
| 1963 | Tales of a Long Journey |
| 1970 | Szerelmi álmok          |
| 1976 | El quinto sello         |
| 1976 | A Strange Role          |
| 1977 | Rain and Shine          |
| 1978 | Just like Home          |
| 2008 | Virtually a Virgin      |